# Breite Straße (Mannheim)

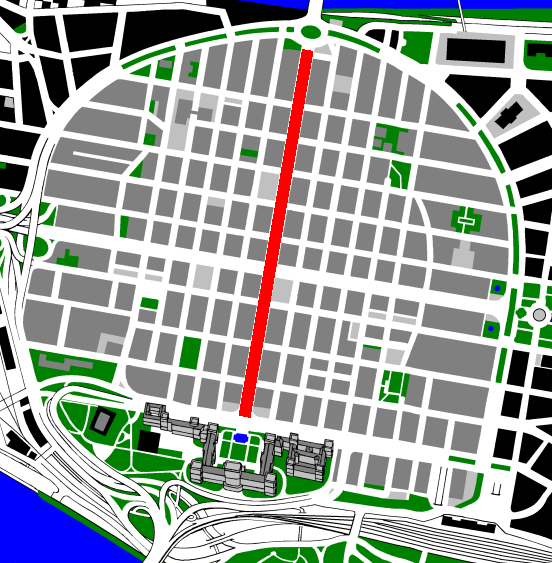
Die Breite Straße in der Mannheimer Innenstadt

Breite Straße ist die allgemein gebräuchliche, alte und nicht mehr gültige Bezeichnung
für den Straßenzug in der Mannheimer Innenstadt, der zwischen der Bismarckstraße am Mannheimer Schloss und dem Kurpfalzkreisel, einem Verkehrsknoten an der Kurpfalzbrücke (Neckar), verläuft. Die offizielle Bezeichnung lautet seit 10. August 1950 Kurpfalzstraße.

## Lage, Verlauf

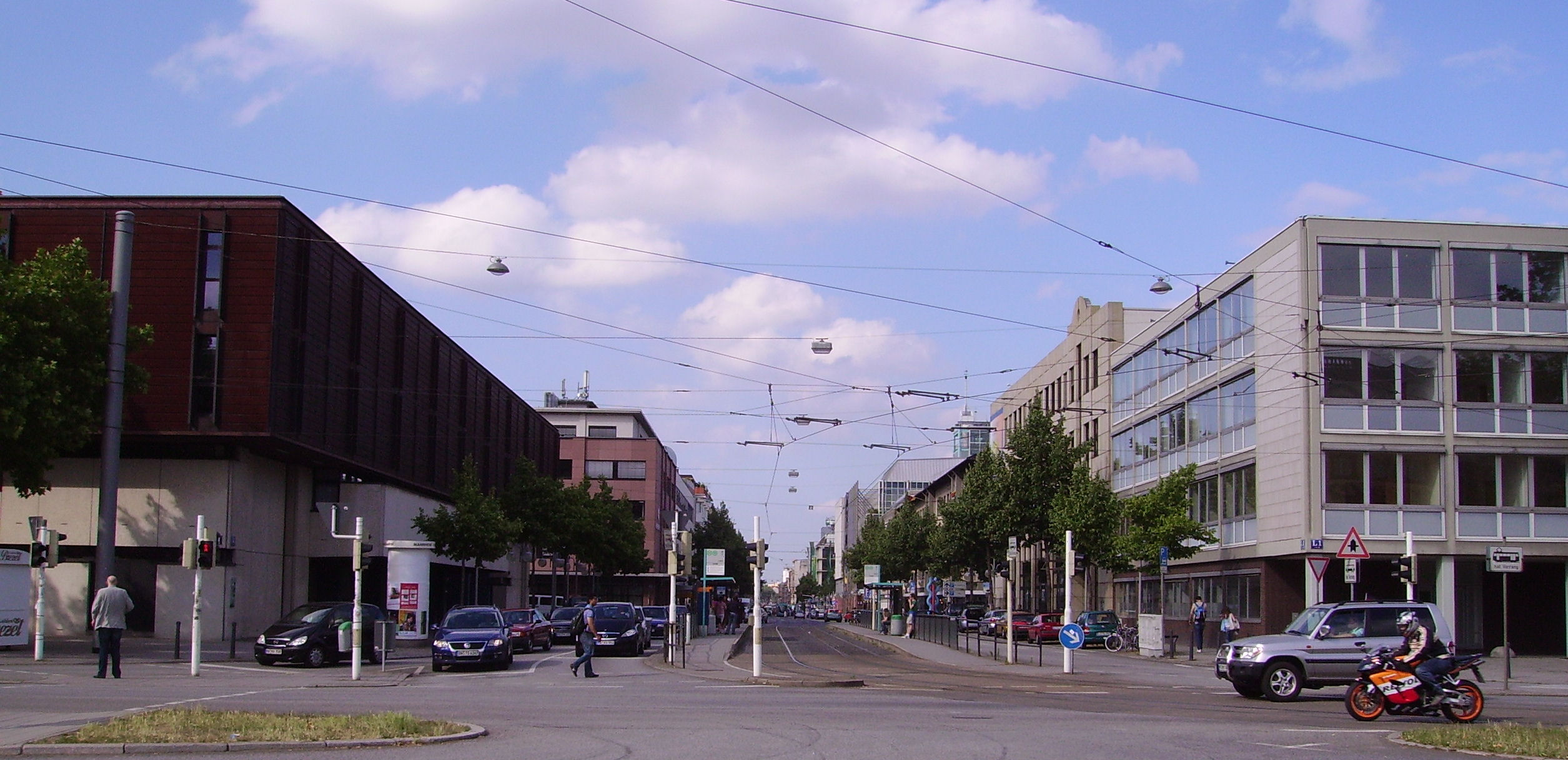
Beginn der Breiten Straße an der Bismarckstraße

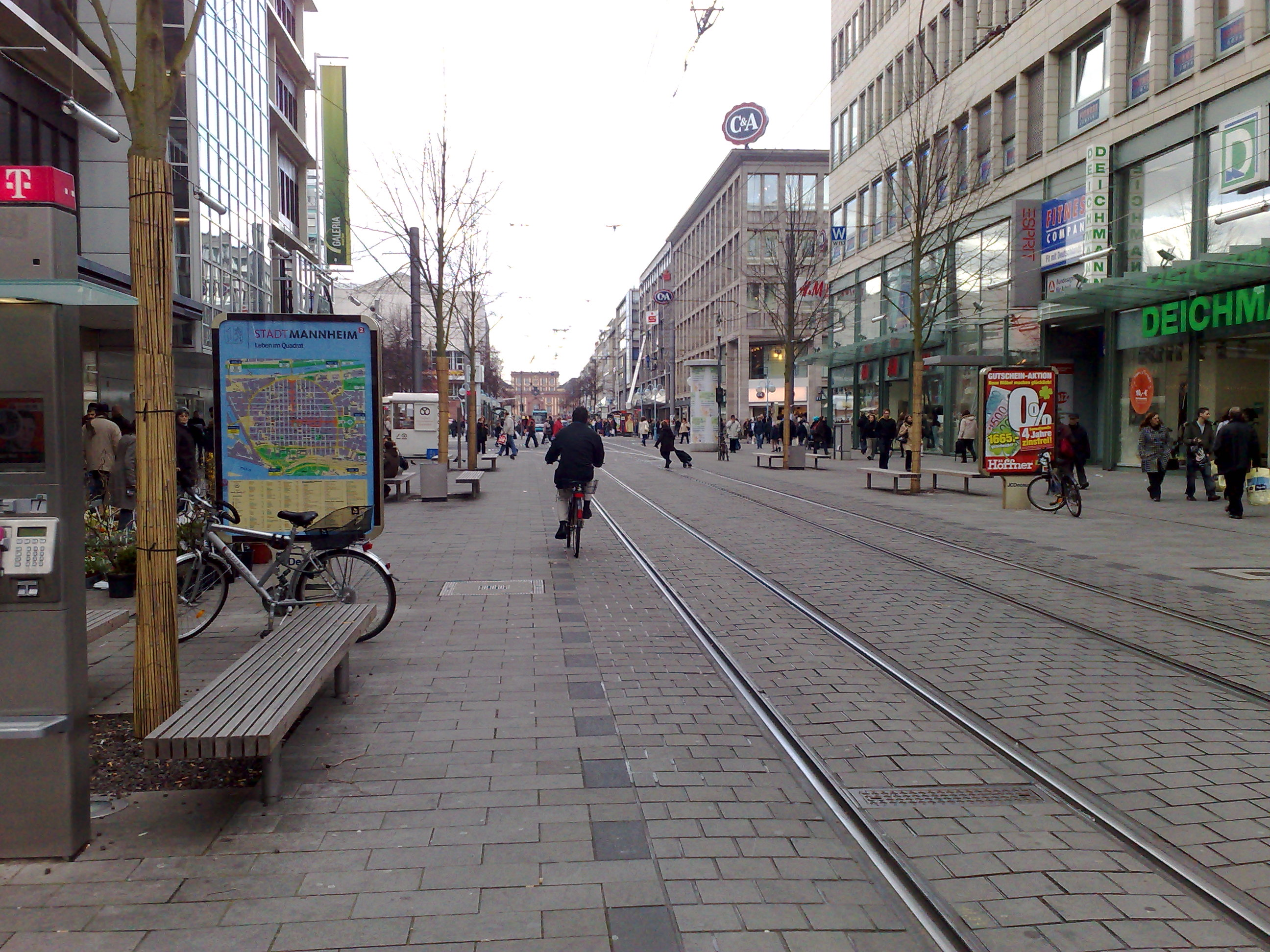
Zwischen Paradeplatz und Marktplatz

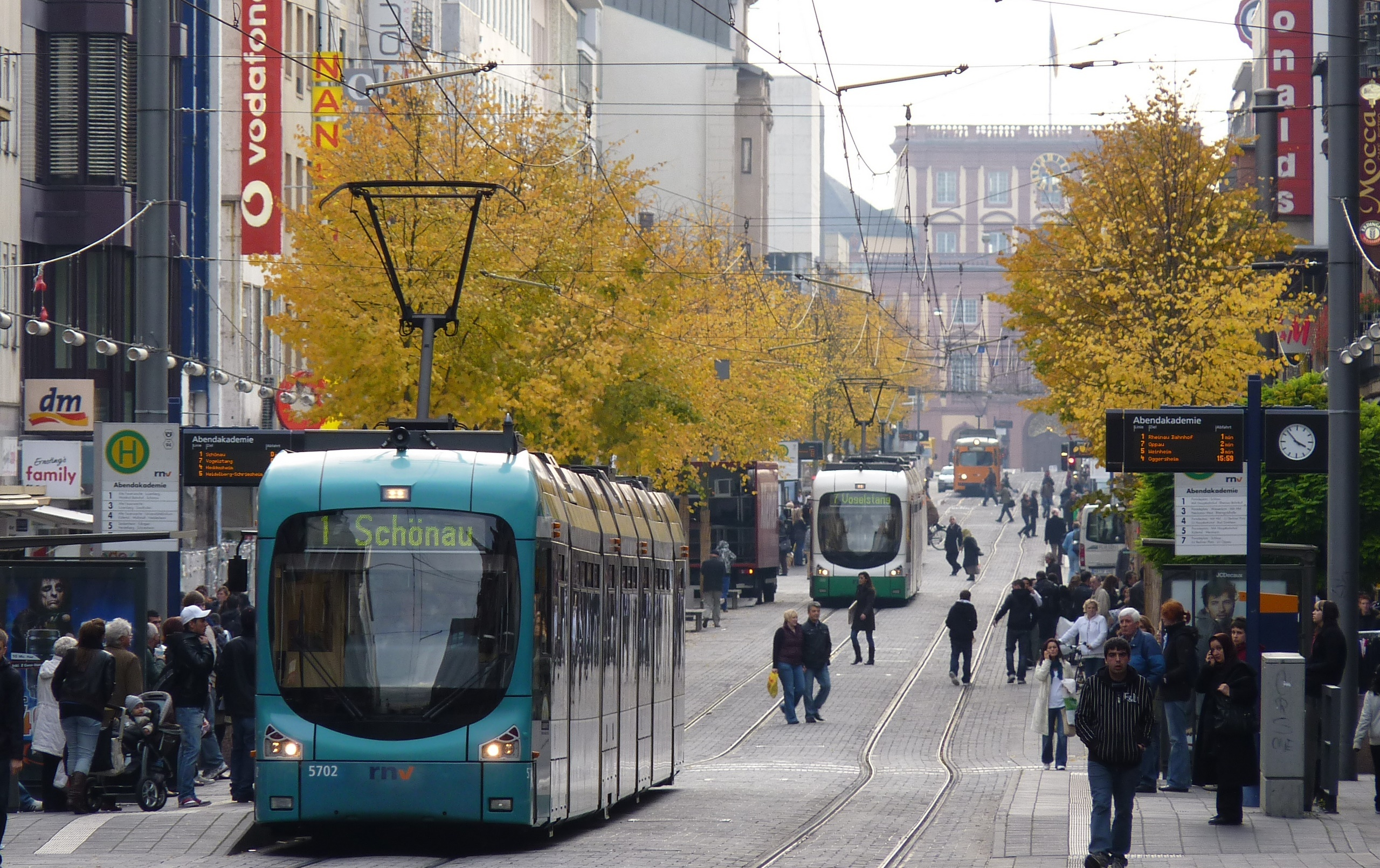
Blick vom nördlichen Ende Richtung Schloss

Die Kurpfalzstraße bildet als vergleichsweise breit gebaute Straße, daher die Bezeichnung „Breite Straße“ (im Mannheimer Dialekt „Breed Schdroos“), die vertikale Mittelachse des hufeisenförmigen Quadratebereichs der Mannheimer Innenstadt. Wie die anderen Straßen innerhalb der Mannheimer Quadrate hat die Straße keine Adressen bzw. Hausnummern. Die Adressen werden durch ihre Quadratbezeichnungen (inklusive Hausnummern) bezeichnet.
In der überwiegend als Fußgängerzone und Einkaufsstraße gestalteten Breiten Straße verlaufen die Straßenbahnlinien  1, 3, 4, 5 und 7 der Rhein-Neckar-Verkehr GmbH (RNV) mit den Haltestellen „Schloss“, „Paradeplatz“, „Marktplatz“ und „Abendakademie“ (ehemals „Neckartor“). Am Paradeplatz wird sie gequert von den Linien 2 und 6.
Zwischen der Bismarckstraße im Süden und dem Paradeplatz ist die Breite Straße für den Fahrverkehr frei gegeben. Die Straßenbahnschienen verlaufen ohne bauliche Trennung in der Straßenmitte. Am Paradeplatz, den die Breite Straße unmittelbar tangiert, befindet sich der zentrale Straßenbahnkreuzungspunkt. Hier kreuzt sich die Breite Straße mit den Planken, der horizontalen Hauptachse und  Fußgängerzone der Innenstadt-Quadrate. Von hier ab ist auch die Breite Straße bis zu ihrem nördlichen Ende als Fußgängerzone mit Straßenbahngleisen in der Mitte gestaltet. Zwischen Paradeplatz und Marktplatz wird die Fußgängerzone durch die sog. Fressgasse gequert. Die nächste bauliche Unterbrechung ist der Marktplatz, der sich westlich an die Breite Straße anschließt. Von hier ab bis zum „Neckartor“, wo sich ehemals das größte Stadttor Mannheims von 1725 befand, ist die Straße von Ladengeschäften und Schnellrestaurants geprägt. Nach weiteren etwa 175 m endet die Breite Straße am Kurpfalzkreisel.

## Historische Bezeichnungen
Der Teil zwischen Schloss und Paradeplatz hatte früher die Bezeichnung „Friedrichstraße“, nach dem Stadtgründer Kurfürst Friedrich IV. von der Pfalz. Im 18. Jahrhundert wurde er „Karl-Philippgasse“ genannt. Der nördliche Teil zwischen Paradeplatz und Neckar hatte im 18. Jahrhundert die Bezeichnung „Friedrichsgasse“, später „Neckarstraße“.

## Sonstiges
Der an das Schloss angrenzende Teil der Breiten Straße war in die Freilichtveranstaltung Arena of Pop einbezogen, die 2006 bis 2011 stattfand.